# Hans von Beseler

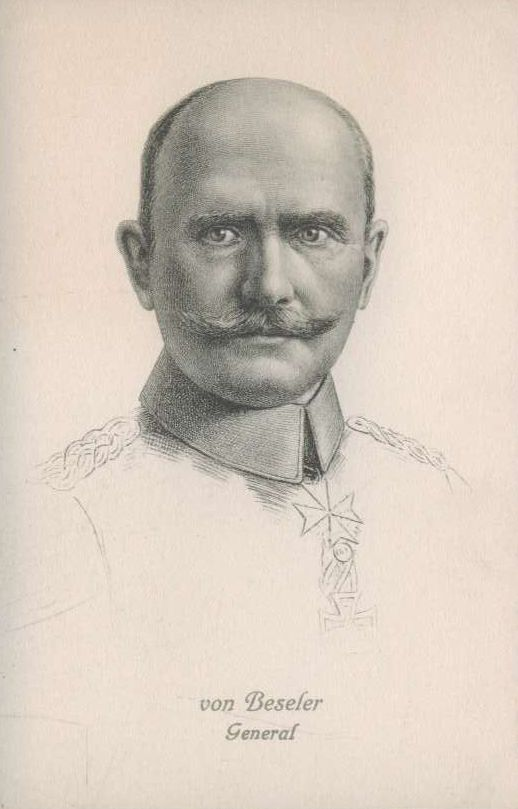
Hans Hartwig von Beseler.

Hans Hartwig von Beseler, född 27 april 1850 i Greifswald, död 20 december 1921 i Neu-Babelsberg, var en tysk militär och militärförfattare, son till Georg Beseler.
Beseler blev 1869 officer vid gardespionjärbataljonen, deltog i fransk-tyska kriget blev 1888 major i generalstaben. Han förde 1898-99 ett infanteriregemente, blev överkvartermästare vid generalstaben 1899, generallöjtnant och divisionschef 1903, generalinspektör för ingenjörskåren och fästningarna 1904 och general av infanteriet 1907 samt avgick ur aktiv tjänst 1911. 
Vid krigsutbrottet 1914 blev han chef för 3:e reservkåren, varefter han fick i uppdrag att som chef för "armégruppen Beseler" leda anfallet mot Antwerpen, och intog 9 oktober fästningen efter elva dagars belägring. Beselers trupper bildade därefter en häravdelning, med vilken han framryckte till kusten vid Ysers mynning, varefter häravdelningen ingick i 4:e armén. 
I december 1914 flyttades Beseler till östfronten, där hans kår ingick i 10:e armén. Som chef för "gruppen Beseler" intog han efter tio dagars anfall 20 augusti 1915 den starka fästningen Modlin (Novogeorgievsk). Han blev därefter generalguvernör i den av tyskarna under förvaltning tagna delen av Polen och utfärdade i Warszawa 5 november 1916 proklamationen om kungariket Polens upprättande. Efter stilleståndets avslutande med ententemakterna och Polens resning måste Beseler och alla tyskar lämna landet. 1918 utnämndes han till generalöverste.